# Hogna baliana
Hogna baliana är en spindelart som beskrevs av Roewer 1959. Hogna baliana ingår i släktet Hogna och familjen vargspindlar.
Artens utbredningsområde är Kamerun. Inga underarter finns listade i Catalogue of Life.